# Linha 51 do Metro de Amesterdão
A Linha 51 é uma das quatro linhas do metro de Amsterdão, nos Países Baixos. Foi inaugurada em 1990 e circula entre as estações de Centraal Station e Westwijk. Tem um total de 29 estações.